# ペルセウス座S星
ペルセウス座S星（ペルセウスざエスせい）は、ペルセウス座に位置する脈動変光星。

## 位置
二重星団のメンバーであり、二重星団の北のはずれで輝いている。近くには同じく二重星団に属するペルセウス座T星がある。

## 物理的性質
7.9等と12.0等の間を822日の周期で半規則的に変光している。スペクトル型がM3Iae-M6Iaeの赤色超巨星であり、変光星としての型も周期性のある赤色超巨星の脈動変光星が分類されるSRC型に分類されている。なお長期の観測によれば変光範囲の幅が変動している。ペルセウス座S星は二重星団のメンバーの中でも特に質量が重かったため早い段階で赤色超巨星に進化した。

## 名称
固有名はない。学名はS Persei（略称：S Per）、ボン掃天星表での番号はBD+57°552、ヘンリー・ドレイパーカタログでの番号はHD 14528。